# Горюхалка
Горюха́лка (рос. Горюхалка) — річка у Пермському краї (Частинський район, Великососновський район), Росія, ліва притока Сіви.
Річка починається за 1 км на південний захід від села Соснята Частинського району. Течія спрямована спочатку на північний схід, потім на північ, а вже на території Великососновського району — на північний захід. Впадає до Сіви навпроти села Басалшгино.
Русло вузьке, береги місцями заліснені, долина неширока, в пригирловій ділянці заболочена. Приймає декілька дрібних приток. Збудовано декілька мостів.
Над річкою розташовані села Частинського району Соснята та Єльшата.